# Tim Sparv
Tim Sparv (Oravais, 20 de febrer de 1987) és un exfutbolista finlandès que jugava en la posició de migcampista. Va començar la seva carrera futbolística a l'equip juvenil del Norrvalla Fotbollsförening abans de fitxar pel Southampton Football Club. La seva carrera professional la va iniciar jugant a l'Halmstads BK suec, abans de signar amb el FC Groningen el 2010.
Sparv va fer el seu debut internacional amb la selecció de Finlàndia el febrer de 2009, a l'edat de 21 anys, i va arribar a jugar-hi 84 partits, incloent-hi les classificacions per a la Copa del Món de la FIFA 2010, 2014 i 2018. La seva família és part de la població de parla sueca de Finlàndia.
El setembre de 2021, Sparv va denunciar públicament les condicions dels treballadors migrants que havien estat construint els estadis per a la Copa del Món de Futbol de 2022 a Qatar en un article a The Players' Tribune.

## Palmarés
FC Midtjylland
- Lliga danesa de futbol: 2014/15, 2017/18, 2019/20[5]
- Copa danesa de futbol: 2018/19

Finlàndia
- Copa del Bàltic de futbol: subcampió 2012, bronze 2014

Individual
- Jugador de l'any sub-21 de Finlàndia: 2007[6]
- Jugador de l'any del FC Midtjylland: 2015
- Futbolista finlandès de l'any: 2015[7]